# Mathieu Belezi
Mathieu Belezi, de son véritable nom Gérard-Martial Princeau,, né à Limoges en 1953, est un écrivain français.

## Biographie
Mathieu Belezi a fait des études de géographie à l'université de Limoges, enseigné en Louisiane (États-Unis). Il a vécu au Mexique, au Népal, en Inde, et dans les îles grecques et italiennes.  En 1999, il décide de se consacrer à l'écriture, publiant plusieurs romans et nouvelles. En 2004, il quitte la France pour aller vivre dans le sud de l'Italie.

## Thématiques
La série des romans publiés commence avec Le petit roi (1998).
Avec Les vieux fous (2011),, Albert Vandel, quintessence de la colonisation, jusqu'à la caricature, réactive ses folles années, alors qu'il sur-vit les derniers instants de la colonisation, dans un bordj proche d'Alger, protégé par quinze légionnaires.
Dans Le Temps des crocodiles (2024), le lecteur suit les aventures du capitaine Vandel dans ses années d'armée coloniale dans l'Algérie des années 1850.
La rencontre avec certain grand public se fait avec Attaquer la terre et le soleil (2022), chronique des années 1840-1860 de colonisation française en Algérie, entre petits colons paysans lorrains, militaires, et paysans algériens expropriés.
Dans Moi, le Glorieux (2024), le lecteur assiste aux éructations délirantes de M. Albert (Albert Vandel, Bobby), encore un temps « l'homme le plus riche d'Algérie », contre les « capitulards », « même si c'est trop tard », à Alger, en 1962. Il représente et personnifie la colonisation française, « nous, seigneurs d'Alger et de la Mitidja », 130 ans d'Algérie française pour rien : « les colons gras et têtus rêvent d'apocalypse à l'abri des boules Quiès coincées en permanence dans les trous de leurs très vieilles oreilles » p. 100). 
Ce monstre de « 140 kilos de chair coloniale » entraîne le lecteur dans une « fin du monde », de la Villa des Eucalyptus au bordj Saint-Léon, protégé par 120 légionnaires, « par ma volonté le dernier et irréductible carré français d'Algérie » : « ils ne m'auront pas ». 
Un livre monstrueux, farce grotesque, entre Fin de partie (1957, Beckett) et Le roi se meurt (1962, Ionesco), le temps de revisiter les grands moments : centenaire (1930), bal de Blida (vers 1900), révolte de Mokrani (1871).

## Œuvres
Sous son nom
- Je suis tout seul et j’ai la fièvre, Buchet-Chastel, 1988
- La Fuite au désert, Flammarion, 1994
- Le Ravin, Mercure de France, 1996

Sous le pseudonyme d'Anne-Marie S.
- La Crue, éditions Phébus, 1999

Sous le pseudonyme de Mathieu Belezi
- Le Petit Roi, éditions Phébus, 1998 ; réédition, Le Tripode (2001)
- Aller simple, éditions Phébus, 2000
- Les Solitaires, éditions Phébus, 2000
- Je vole, éditions du Rocher, 2002
- Moustiques de Châteaubriand, éditions du Rocher, 2002
- Requin marteau suivi de Labrador, éditions du Rocher, 2003
- Une sorte de dieu, éditions du Rocher, 2003
- La Mort, je veux dire, Le Serpent à plumes, 2005
- C'était notre terre, éditions Albin Michel, 2008 Prix des lecteurs du Livre de Poche / coup de cœur 2010[9].
- Les Vieux Fous, Flammarion, 2011[10]
- Un faux pas dans la vie d'Emma Picard, Flammarion, 2015[11]
- Le Pas suspendu de la révolte, Flammarion, 2017
- Attaquer la terre et le soleil,  éditions Le Tripode, 2022  (ISBN 978-2-370-55333-1)[12]
- Le Temps des crocodiles, illustrations de Kamel Khélif, éditions Le Tripode, 2024  (ISBN 978-2-37-055396-6)
- Moi, le glorieux, éditions Le Tripode, 2024, 330 p.  (ISBN 978-2-370-553-935)

## Récompenses
- Le Petit Roi : prix Marguerite-Audoux (1999)
- Attaquer la terre et le soleil[13] :
  - Prix littéraire du Monde (2022)
  - Prix du Livre Inter (2023[14])
  - Le Prix Littéraire de la Fondation Prince Pierre (2024[15])